# SMILEPLEASE
有限会社SMILEPLEASE（スマイルプリーズ）は、『ファイナルファンタジーシリーズ』の作曲家として知られる植松伸夫によって設立された企業。主な業務内容は植松自身の活動や著作物の管理などで、代表取締役社長を植松伸夫が務める。
2006年7月3日には、オリジナルグッズの通販サイトを開始した。その時期に応じて新しいグッズを出している。またファンからの応募（リクエスト）にも応じている。SMILEPLEASEのオリジナルグッズ作成など様々な面に登場する犬は、同社の公式キャラクターはパオである。

## オリジナルグッズ
コンサートやネット通販での販売での
- VOICES music from FINAL FANTASYでのオリジナルTシャツ
- パオのオリジナル夏季限定Tシャツ